# Epitonium kiyohimae
Epitonium kiyohimae is een slakkensoort uit de familie van de Epitoniidae. De wetenschappelijke naam van de soort is voor het eerst geldig gepubliceerd in 2000 door Nakayama.